# Tu préfères
Tu préfères, ou préférez-vous ?, est un jeu d'ambiance qui se joue par un dilemme proposé sous la forme « tu préfères "telle chose" ou "telle chose" ? ». Le dilemme se forme en proposant deux choix de même valeur ou de forme similaire à d'autres joueurs, qui doivent répondre à leur question. Ceux-ci peuvent ensuite poser une autre question à leur tour. Puisque répondre « aucun » ou « les deux » est interdit, cela force les joueurs à devoir faire un choix. 
Le jeu populaire a été adapté au cinéma et dans plusieurs médias, comme le film Would You Rather, qui porte le nom de la version du jeu en anglais. Arte diffuse en 2020 une série portant le même nom.